# Methoxylierung
Als Methoxylierung bezeichnet man in der Chemie eine Reaktion zur Einführung einer oder mehrerer Methoxygruppen.
Die Methoxygruppe besteht aus einer Methylgruppe- und einem Sauerstoff-Atom und ist eine funktionelle Gruppe in einer organisch-chemischen Verbindung. Methoxygruppen finden sich als funktionelle Gruppe von Methylethern, Methylestern, vom Methanol abgeleiteten Halbacetalen und Vollacetalen.

## Beispiele zur Herstellung
- Darstellung von Methyl-tert-butylether (MTBE) durch katalytische Methanolanlagerung  an Isobuten.
- Herstellung von Ethylmethylether durch nucleophile Substitution aus Natriummethanolat und Ethylbromid.
- Herstellung von Benzoesäuremethylester aus Benzoesäure und Methanol unter Säurekatalyse.
- Bildung von Halbacetalen durch die säurekatalysierte Umsetzung von Aldehyden (oder Ketonen) mit Methanol. Die Halbacetale reagieren säurekatalysiert mit Methanol unter Wasserabspaltung weiter zu Vollacetalen.
- Die Umsetzung von N-Acylimminiumsalzen mit Methanol liefert in Gegenwart geeigneter Basen eine Methoxygruppe enthaltende N-Acyl-N,O-acetale.[1]

## Verwendung (Auswahl)
- 4-Methoxybenzoesäure wurde früher als Lokalanästhetikum und Antirheumatikum verwendet.[2]
- 4-Methoxyacetophenon ist ein wichtiger Duftstoff mit weißdorn- bzw. anisaldehydähnlichem Geruch.[2]